# Campeonato Uruguayo de Primera División 1987
El Campeonato Uruguayo 1987 fue el 83° torneo de primera división del fútbol uruguayo, correspondiente al año 1987. Compitieron 13 equipos, los cuales se enfrentaron en sistema de todos contra todos a dos ruedas. El campeón fue el Club Atlético Defensor.

## Posiciones
| Puesto | Equipo           | Pts | PJ | PG | PE | PP | GF | GC | Dif |
| ------ | ---------------- | --- | -- | -- | -- | -- | -- | -- | --- |
| 1º     | Defensor         | 33  | 24 | 14 | 5  | 5  | 32 | 18 | 14  |
| 2º     | Nacional         | 30  | 24 | 13 | 4  | 7  | 40 | 23 | 17  |
| 3º     | Bella Vista      | 28  | 24 | 11 | 6  | 7  | 35 | 25 | 10  |
| 4º     | River Plate      | 28  | 24 | 12 | 4  | 8  | 36 | 34 | 2   |
| 5º     | Wanderers        | 27  | 24 | 10 | 7  | 7  | 35 | 30 | 5   |
| 6º     | Danubio          | 25  | 24 | 10 | 5  | 9  | 29 | 21 | 8   |
| 7º     | Progreso         | 25  | 24 | 9  | 7  | 8  | 24 | 25 | -1  |
| 8º     | Peñarol          | 23  | 24 | 8  | 7  | 9  | 26 | 28 | -2  |
| 9º     | Cerro            | 21  | 24 | 6  | 9  | 9  | 18 | 24 | -6  |
| 10°    | Central Español  | 19  | 24 | 8  | 3  | 13 | 16 | 27 | -11 |
| 11º    | Miramar Misiones | 18  | 24 | 5  | 8  | 11 | 31 | 42 | -11 |
| 12º    | Huracán Buceo    | 18  | 24 | 6  | 6  | 12 | 16 | 29 | -13 |
| 13º    | Rampla Juniors   | 17  | 24 | 4  | 9  | 11 | 19 | 31 | -12 |

|  | Campeón uruguayo.                 |
|  | Clasifica a la Copa Libertadores. |
|  | Desciende a Segunda División.     |

|                                            |
| Uruguay                                    |
| Campeón Uruguayo 1987 Defensor 2.do título |

## Clasificación a torneos continentales

### Liguilla Pre-Libertadores
| Pos. | Equipo      | Pts. | PJ | PG | PE | PP | GF | GC | Dif. |
| ---- | ----------- | ---- | -- | -- | -- | -- | -- | -- | ---- |
| 1°   | Wanderers   | 8    | 5  | 3  | 2  | 0  | 5  | 1  | 4    |
| 2°   | Nacional    | 6    | 5  | 2  | 2  | 1  | 7  | 5  | 2    |
| 3°   | Bella Vista | 6    | 5  | 2  | 2  | 1  | 7  | 6  | 1    |
| 4°   | River Plate | 5    | 5  | 1  | 3  | 1  | 10 | 7  | 3    |
| 5°   | Defensor    | 5    | 5  | 1  | 3  | 1  | 4  | 4  | 0    |
| 6°   | Progreso    | 0    | 5  | 0  | 0  | 5  | 4  | 14 | -10  |

|  | Clasifica a la Copa Libertadores 1988. |

| Uruguay                                     |
| Campeón Liguilla 1987 Wanderers 1.er título |

#### Desempate por el segundo clasificado a la Copa Libertadores
|  | Nacional | 2:0 | Defensor |  |  |

### Equipos clasificados

#### Copa Libertadores 1988
|   | Equipo               | Clasificación como             |
| - | -------------------- | ------------------------------ |
| 1 | Peñarol              | Campeón Copa Libertadores 1987 |
| 2 | Montevideo Wanderers | Campeón Liguilla 1987          |
| 3 | Nacional             | Subcampeón Liguilla 1987       |

## Descenso

### Desempate por la permanencia
|  | Rampla Juniors | 2:1     | Miramar Misiones |  |  |
|  |                | Reporte |                  |  |  |

|  | Rampla Juniors | 0:1     | Miramar Misiones |  |  |
|  |                | Reporte |                  |  |  |

|  | Rampla Juniors | 1:2     | Miramar Misiones |  |  |
|  |                | Reporte |                  |  |  |

Rampla Juniors desciende a la Segunda División.